# Jewgienij Garanin
Jewgienij Iwanowicz Garanin, ros. Евгений Иванович Гаранин (ur. w 1915 r., zm. 16 czerwca 1973 r. w Monachium) – radziecki prawnik, szef oddziału wojskowo-sądowniczego sztabu Sił Zbrojnych Komitetu Wyzwolenia Narodów Rosji pod koniec II wojny światowej, emigracyjny działacz polityczny
Urodził się pod nazwiskiem Sinicyn. W latach 30. ukończył studia prawnicze. Po ataku wojsk niemieckich na ZSRR 22 czerwca 1941 r., został zmobilizowany do Armii Czerwonej. Mianowano go sędzią wojskowym (wojenjurist) 2 rangi. Dostał się do niewoli niemieckiej. Od końca listopada 1944 r. w stopniu majora pełnił funkcję szefa oddziału wojskowo-sądowniczego sztabu Sił Zbrojnych Komitetu Wyzwolenia Narodów Rosji. Zmienił wówczas nazwisko na Abrienin. Po zakończeniu wojny uniknął deportacji do ZSRR. Ponownie zmienił nazwisko na Garanin. Przebywał początkowo w obozie dla uchodźców cywilnych w zachodnich Niemczech. Następnie wyemigrował do Maroka, gdzie założył firmę geodezyjną. W 1954 r. zamieszkał w Monachium. Wszedł w skład Rady Narodowego Związku Pracujących (NTS). Współorganizował jego służbę propagandy i informacji. Współpracował z redakcją pisma NTS "Posiew". W latach 60. stał na czele redakcji rosyjskiej Radia Wolna Europa.